# Asien-Meisterschaften im Straßenradsport 2025
Die Asien-Meisterschaften im Straßenradsport 2025 fanden vom 7. bis 16. Februar in Phitsanulok in Thailand statt. Sie wurden durch den thailändischen Radsportverband im Auftrag des Asiatischen Radsportverbands ACC ausgerichtet. Es war die 44. Austragung dieser Meisterschaften. Im Rahmen derselben Veranstaltung gab es auch Wettbewerbe im Paracycling, außerdem noch Rennen der Masters-Kategorie.

## Ablauf
Das Programm war identisch zum Vorjahr; es bestand aus Straßenrennen und Einzelzeitfahren der sechs international anerkannten Kategorien (Elite, U23 und Junioren, jeweils bei Männern und Frauen). Das Straßenrennen der Frauen Elite und Frauen U23 fand gemeinsam statt, die U23-Fahrerinnen hatten an der Elite-Wertung und einer eigenen Wertung teil. An Mannschaftswettbewerben gab es Mixed-Staffeln für Elite und Junioren. Vor den Wettkämpfen tagte der jährliche Kongress der ACC.
- 7. Februar: Mixed-Staffeln Elite, Junioren
- 8. Februar: Einzelzeitfahren Juniorinnen
- 9. Februar: Einzelzeitfahren Männer U23
- 10. Februar: Einzelzeitfahren Frauen U23 und Elite, Junioren
- 11. Februar: Einzelzeitfahren Männer Elite
- 13. Februar: Straßenrennen Junioren
- 14. Februar: Straßenrennen Männer U23, Juniorinnen
- 15. Februar: Straßenrennen Frauen U23 und Elite
- 16. Februar: Straßenrennen Männer Elite

Wenngleich Phitsanulok als offizieller Austragungsort galt, stand die 10,7 km lange Radrennstrecke rund um den See Bueng Si Fai nahe Phichit im Mittelpunkt der Titelkämpfe. Diese war 2024 im Beisein des thailändischen Königspaars eingeweiht worden; die Anlage umfasst auch eine BMX-Bahn. Die meisten Rennen bestanden aus mehreren Runden um den See. Die Straßenrennen der Frauen und der Männer U23 begannen in Phitsanulok und legten zunächst eine 52 km lange Strecke zurück, um wiederum mehrere Schlussrunden um den See zu drehen. Das Straßenrennen der Männer verlief zunächst ebenfalls von Phitsanulok zum Bueng Si Fai und dann Richtung Nordosten zum Ort Ban Rak Thai, auf einem Hochplateau 500 Meter oberhalb der Zentralebene gelegen.

## Beteiligung
Es gingen Athleten aus 28 asiatischen Nationen an den Start, und zwar aus Afghanistan, Bahrain, China, Hongkong, Indien, Indonesien, dem Irak, Iran, Japan, Jordanien, Kasachstan, Kirgistan, Laos, Macau, Malaysia, der Mongolei, Oman, Pakistan, den Philippinen, Saudi-Arabien, Singapur, Südkorea, Tadschikistan, Taiwan, Thailand, Usbekistan, den Vereinigten Arabischen Emiraten und Vietnam. Die Vertreter Afghanistans nahmen unter der Flagge der Islamischen Republik Afghanistans teil.
Ein Lastwagen, der die Ausrüstung der Mannschaften Vietnams und Singapurs zum Veranstaltungsort transportieren sollte, ging unterwegs in Flammen auf, die das Material vernichteten. Die Organisatoren sowie die anderen Teams halfen mit Leihgaben aus.

## Ergebnisse

### Männer
| Rang | Name                          | Zeit (h) |
| ---- | ----------------------------- | -------- |
| 1    | Lyu Xianjing                  | 3:46:35  |
| 2    | Peerapol Chawchiangkwang      | + 0:34   |
| 3    | Sainbajaryn Dschambaldschamts | + 0:36   |
| 4    | Yuma Koishi                   | + 0:48   |
| 5    | Masaki Yamamoto               | + 1:12   |
| 6    | Anton Kusmin                  | + 1:18   |
| 7    | Jung Woo-ho                   | + 1:48   |
| 8    | Jun Jae-bin                   | + 2:03   |
| 9    | Batsaichany Tegschbajar       | + 2:15   |
| 10   | Marcelo Felipe                | + 2:17   |

| Rang | Name                          | Zeit (min) |
| ---- | ----------------------------- | ---------- |
| 1    | Jewgeni Fedorow               | 49:12      |
| 2    | Dmitri Grusdew                | + 1:13     |
| 3    | Feng Chun-kai                 | + 2:01     |
| 4    | Yukiya Arashiro               | + 2:38     |
| 5    | Peerapol Chawchiangkwang      | + 3:06     |
| 6    | Rashid Alblooshi              | + 3:28     |
| 7    | Sainbajaryn Dschambaldschamts | + 3:31     |
| 8    | Vincent Lau Wan-yau           | + 3:39     |
| 9    | Muhammad Nur Aiman Rosli      | + 3:48     |
| 10   | Li Zhen                       | + 4:23     |

### Frauen
| Rang | Name                     | Zeit (h) |
| ---- | ------------------------ | -------- |
| 1    | Jutatip Maneephan        | 2:43:05  |
| 2    | Nguyễn Thị Thật          | gl. Zeit |
| 3    | Lee Sze-wing             | gl. Zeit |
| 4    | Lee Joo-hee              | gl. Zeit |
| 5    | Zeng Luyao               | gl. Zeit |
| 6    | Tsuyaka Uchino           | gl. Zeit |
| 7    | Lee Eun-hee              | gl. Zeit |
| 8    | Huang Ting-ying          | gl. Zeit |
| 9    | Maho Kakita              | gl. Zeit |
| 10   | Nur Aisyah Mohamad Zubir | gl. Zeit |

| Rang | Name             | Zeit (min) |
| ---- | ---------------- | ---------- |
| 1    | Yanina Kuskova   | 42:50      |
| 2    | Safiya Al Sayegh | + 1:00     |
| 3    | Tsuyaka Uchino   | + 1:13     |
| 4    | He Hongyang      | + 1:48     |
| 5    | Leung Wing Yee   | + 1:50     |
| 6    | Yeo Yen Ling     | + 2:29     |
| 7    | Phetdarin Somrat | + 2:53     |
| 8    | Shin Jieun       | + 3:01     |
| 9    | Yulduz Hashimi   | + 3:03     |
| 10   | Huang Ting-ying  | + 3:23     |

### Männer U23
| Rang | Name                | Zeit (h) |
| ---- | ------------------- | -------- |
| 1    | Koki Kamada         | 2:52:34  |
| 2    | Temuulen Khadbaatar | + 0:41   |
| 3    | Fu Enqi             | + 1:23   |

| Rang | Name                | Zeit (min) |
| ---- | ------------------- | ---------- |
| 1    | Mohammad Almutaiwei | 38:43      |
| 2    | Muhammad Andy Royan | + 0:49     |
| 3    | Koki Kamada         | + 0:55     |

### Frauen U23
| Rang | Name                    | Zeit (h) |
| ---- | ----------------------- | -------- |
| 1    | Maho Kakita             | 2:43:05  |
| 2    | Nurul Nabilah Mohd Asri | gl. Zeit |
| 3    | Kasuga Watabe           | gl. Zeit |

| Rang | Name         | Zeit (min) |
| ---- | ------------ | ---------- |
| 1    | Zhao Qing    | 29:18      |
| 2    | Maho Kakita  | + 0:06     |
| 3    | Asal Rizaeva | + 0:32     |

### Junioren
| Rang | Name              | Zeit (h) |
| ---- | ----------------- | -------- |
| 1    | Yip Hon Man       | 2:40:17  |
| 2    | Nabi Mirbagheri   | + 0:03   |
| 3    | Thanapat Sakuntae | gl. Zeit |

| Rang | Name                     | Zeit (min) |
| ---- | ------------------------ | ---------- |
| 1    | Nabi Mirbagheri          | 26:30      |
| 2    | Koshi Narita             | + 0:04     |
| 3    | Dendra Aditama Purniawan | + 0:10     |

### Juniorinnen
| Rang | Name               | Zeit (h) |
| ---- | ------------------ | -------- |
| 1    | Angelina Burenkowa | 1:57:53  |
| 2    | Chu Chih-i         | gl. Zeit |
| 3    | Syalha Syafiah     | gl. Zeit |

| Rang | Name             | Zeit (min) |
| ---- | ---------------- | ---------- |
| 1    | Samira Ismailova | 14:40      |
| 2    | Marija Jelkina   | + 0:20     |
| 3    | Harshita Jakhar  | + 0:42     |

### Mixed-Staffeln
Elite: Männer wie Frauen fuhren jeweils zwei Runden des Parcours, der 10,7 Kilometer lang war. Außer den Medaillengewinnern waren noch die Mannschaften aus China, Usbekistan, Südkorea, Thailand, der Mongolei, Indonesien und den Philippinen am Start.
| Rang | Mannschaft | Zeit (min) |
| ---- | --- | ---------- |
| 1    | Kasachstan (Jewgeni Fedorow, Dmitri Grusdew, Anton Kusmin, Anschela Solowjewa, Rinata Sultanowa, Machabbat Ümitschanowa) | 51:09      |
| 2    | Japan (Yukiya Arashiro, Yuma Koishi, Koki Kamada, Tsuyaka Uchino, Mizuki Ikeda, Maho Kakita)                             | + 0:14     |
| 3    | Hongkong (Vincent Lau Wan-yau, Mow Ching Yin, Ng Pak Hang, Lee Sze-wing, Leung Wing Yee, Yang Qianyu)                    | + 0:18     |

Junioren: Es wurden zwei Runden à 10,7 km gefahren. Außer den Medaillengewinnern war noch Teams aus Indien, Vietnam und der Mongolei am Start.
| Rang | Mannschaft | Zeit (min) |
| ---- | --- | ---------- |
| 1    | Usbekistan (Vitaliy Burlakov, Artur Streltsov, Mukhriddin Saparov, Samira Ismailova, Yana Mishinova, Roksana Xikmatova)                      | 27:26      |
| 2    | Kasachstan (Kirill Tschschan, Murat Kuitenow, Almir Walijew, Angelina Burenkowa, Anna Proskurina, Marija Jelkina)                            | + 0:11     |
| 3    | Thailand (Thanapat Sakuntae, Watcharaphong Sangkong, Peerawat Withidpanitphan, Suphannika Chantorn, Taniyaporn Singtong, Kawisara Umkamnerd) | + 1:17     |

## Medaillenspiegel
| Platz  | Land               | Gold | Silber | Bronze | Gesamt |
| ------ | ------------------ | ---- | ------ | ------ | ------ |
| 1      | Kasachstan         | 3    | 3      | 0      | 6      |
| 2      | Usbekistan         | 3    | 0      | 1      | 4      |
| 3      | Japan              | 2    | 3      | 3      | 8      |
| 4      | China              | 2    | 0      | 1      | 3      |
| 5      | Thailand           | 1    | 1      | 2      | 4      |
| 6      | Iran               | 1    | 1      | 0      | 2      |
| 6      | Ver. Arab. Emirate | 1    | 1      | 0      | 2      |
| 8      | Hongkong           | 1    | 0      | 2      | 3      |
| 9      | Indonesien         | 0    | 1      | 2      | 3      |
| 10     | Chinesisch Taipeh  | 0    | 1      | 1      | 2      |
| 10     | Mongolei           | 0    | 1      | 1      | 2      |
| 12     | Malaysia           | 0    | 1      | 0      | 1      |
| 12     | Vietnam            | 0    | 1      | 0      | 1      |
| 14     | Indien             | 0    | 0      | 1      | 1      |
| Gesamt | Gesamt             | 14   | 14     | 14     | 42     |